# USS Robert Smith
Lo USS Robert Smith (hull classification symbol DD-324) fu un cacciatorpediniere della United States Navy, entrato in servizio nel 1921 e appartenente alla classe Clemson. La nave era intitolata al sesto Segretario di Stato degli Stati Uniti Robert Smith.
Senza aver mai partecipato a eventi bellici significativi, la nave fu dismessa nel 1930 e avviata alla demolizione un anno più tardi.